# أندريا بيرن
أندريا بيرن (بالإنجليزية: Andrea Byrne) هي صحفية بريطانية، ولدت في 1978 في غلدفورد في المملكة المتحدة.